# Naranja de portland
Naranja de portland es el color de la luz rojo anaranjada emitida en la fase de no caminar (dont walk) en las señales de los semáforos de EE. UU. y Canadá.  Su cromatismo es especificado por el Institute of Transportation Engineers, y la aplicación es estipulada en los EE. UU. por la Federal Manual on Uniform Traffic Control Devices. Diversas normas jurisdiccionales también requieren el naranja de portland para las señales de no caminar.